# Ignacio López Rayón, Durango kommun
Ignacio López Rayón är en ort i Mexiko.   Den ligger i kommunen Durango och delstaten Durango, i den centrala delen av landet, 700 km nordväst om huvudstaden Mexico City. Ignacio López Rayón ligger 1 878 meter över havet och antalet invånare är 547.
Terrängen runt Ignacio López Rayón är platt norrut, men söderut är den kuperad. Runt Ignacio López Rayón är det ganska tätbefolkat, med 60 invånare per kvadratkilometer. Närmaste större samhälle är Victoria de Durango, 19,2 km nordväst om Ignacio López Rayón. Omgivningarna runt Ignacio López Rayón är i huvudsak ett öppet busklandskap.